# 鵜倉村
鵜倉村（うぐらむら）は三重県度会郡にあった村。現在の南伊勢町の西部、贄湾の西岸にあたる。

## 地理
- 海洋：贄湾、奈屋浦
- 山岳：高山

## 歴史
- 1889年（明治22年）4月1日 - 町村制の施行により、東宮村・奈屋浦・贄浦・慥柄浦の区域をもって発足。
- 1955年（昭和30年）4月1日 - 吉津町・島津村・中島村と合併して南島町が発足。同日鵜倉村廃止。